# Lihons
Lihons (picardisch: Lion oder Lionse) ist eine nordfranzösische Gemeinde mit 461 Einwohnern (Stand 1. Januar 2022) im Département Somme in der Region Hauts-de-France. Sie gehört zum Arrondissement Péronne und ist Teil der Communauté de communes Terre de Picardie.

## Geographie
Die Gemeinde liegt im Santerre, rund 2,5 Kilometer westlich von Chaulnes und wird von der Départementsstraße D337 durchschnitten. Im südlichen Teil der Gemeinde verläuft die Regionalbahnstrecke Amiens – Laon.

## Geschichte
In Lihons bestand ein Benediktinerpriorat, das möglicherweise auf eine merowingische Stiftung im 5. Jahrhundert zurückgeht, im 9. Jahrhundert der Abtei Saint-Bertin in Saint-Omer und später der Abtei Cluny unterstand, in der Französischen Revolution vom Staat eingezogen wurde. Erhaltene Wirtschaftsgebäude fielen dem Ersten Weltkrieg zum Opfer.
In Lihons bestand ein weiteres, vom Priorat abhängiges Feudalgut, das Grand Manoir.
1415, 1436, 1437, 1450 und 1552 wurde der Ort geplündert oder gebrandschatzt. Im Ersten Weltkrieg wurde er vollständig zerstört, aber in der Zwischenkriegszeit wieder aufgebaut.
Die Gegend um Lihons war im Sommer und Herbst 1916 Schauplatz von Gefechten der Schlacht an der Somme. Die Gemeinde erhielt als Auszeichnung das Croix de guerre 1914–1918.

## Einwohner
| 1962 | 1968 | 1975 | 1982 | 1990 | 1999 | 2006 | 2010 |
| ---- | ---- | ---- | ---- | ---- | ---- | ---- | ---- |
| 333  | 384  | 366  | 321  | 366  | 377  | 386  | 384  |

## Sehenswürdigkeiten
- Die im Ersten Weltkrieg zerstörte und anschließend wiederaufgebaute Kirche Saint-Médard.
- Das Grab des Louis Murat, Urenkel von Joachim Murat, Maréchal-des-logis im Ersten Weltkrieg, am 21. August 1916 im Alter von 19 Jahren in Lihons gefallen. Das von der Familie errichtete und 1961 an die Gemeinde übergebene Grabmal am nordöstlichen Ortsende ist von einem kaiserlichen Adler gekrönt.
- Der Soldatenfriedhof (Nécropole nationale) im Westen der Gemeinde an der D337, mit 54665 Bestattungen aus beiden Weltkriegen.

## Persönlichkeiten
- Alexandre François de Boubers-Mazingan (1744–1819), General der Französischen Revolution und des Empire, Offizier der Ehrenlegion, geboren in Lihons
- Élisée Maclet (1881–1962), Maler, geboren in Lihons
- Émile Maitrot (1882–1916), französischer Radrennfahrer, in Lihons gefallen